# Beynes (Yvelines)
Beynes – miejscowość i gmina we Francji, w regionie Île-de-France, w departamencie Yvelines.
Według danych na rok 1990 gminę zamieszkiwało 7445 osób, a gęstość zaludnienia wynosiła 401 osób/km² (wśród 1287 gmin regionu Île-de-France Beynes plasuje się na 274. miejscu pod względem liczby ludności, natomiast pod względem powierzchni na miejscu 99.).

## Zabytki
- Zamek w Beynes

## Miasta partnerskie
- Szydłowiec